# Branchipolynoe seepensis
Branchipolynoe seepensis Pettibone, 1986  é uma poliqueta polinóide comensal comum nos fundos oceânicos em campos hidrotermais e em áreas de emanação fria de hidrocarbonetos e de fluidos ricos em gás sulfídrico. A espécie é um simbionte obrigatório presente na cavidade paleal de mitilídeos como Bathymodiolus puteoserpentis e Bathymodiolus azoricus.